# Ireng
De Ireng (Engels: Ireng River, Portugees: Rio Maú) is de westelijke grensrivier van Guyana en Brazilië. De rivier heeft zijn bron in het Roraimagebergte, stroomt door de valleien van het Pakaraima-gebergte, en heeft zijn monding bij de samenvloeiing met de Takutu. Het is de enige grote rivier in Guyana die van het noorden naar het zuiden stroomt, en is een van de meest noordelijke zijrivieren van de Amazone. De Ireng heeft schilderachtige watervallen zoals de Orinduikwatervallen, de Kurutuwuwaterval en de Takagkawaterval.

## Geschiedenis
Zowel de Engelse als ook de Portugese naam zijn waarschijnlijk afgeleid van de inheemse woorden Ireng Mutã waarbij Ireng rivier betekent en Mutã waterval. Het gebied rond de Ireng was betwist tussen het Verenigd Koninkrijk en Brazilië. De huidige grenzen dateren van 1936, maar in 2017 werden nog onderhandelingen gevoerd over het exacte verloop van de grens.
De Nederlander Nicholas Horstman was in de jaren 1740 een van de eerste ontdekkingsreizigers. Horstman was op zoek naar het meer Parima, het mythisch goudland van de Guiana's. In 1781 werd door Portugal een specifieke expeditie georganiseerd naar de rivier onder leiding van Ricardo Serra en Antonio Pontes. In 1838 en 1839 maakte Robert Schomburgk een gedetaileerde omschrijving van de geografie en natuur van de Ireng. In 1932 en 1933 werden door de gemeenschappelijke grenscommissie palen geplaatst om de grens te demarkeren.

## Orinduikwatervallen
De Orinduikwatervallen zijn de meest indrukwekkende watervallen van de Ireng. Het is een 25 meter hoge waterval met meerdere trappen. De rotsen bestaan uit rode jaspis. De watervallen kunnen worden bereikt met het vliegtuig.

## Plaatsen
De Ireng stroomt door een dunbevolkt gebied dat wordt bewoond door het inheemse Macushi-volk. Karasabai is een van de grotere dorpen aan de rivier. De Braziliaanse plaatsen Uiramutã, een verbastering van Ireng Mutã, en Normandia zijn de grootste plaatsen langs de Ireng rivier.

## Galerij

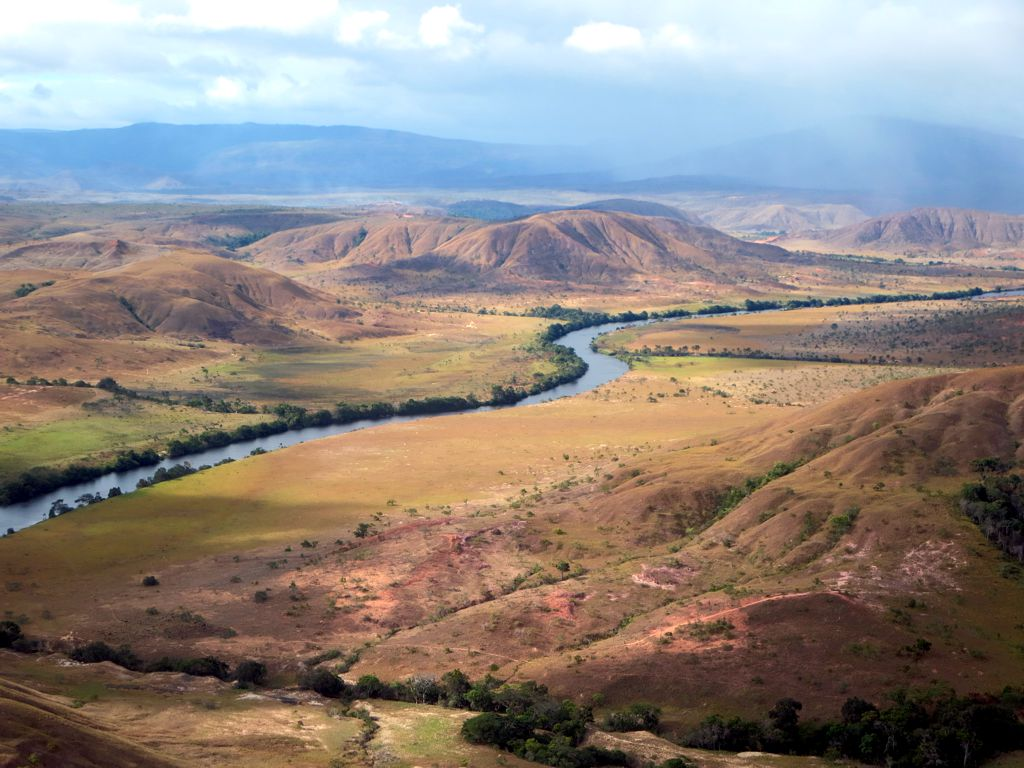
De Ireng als grensrivier
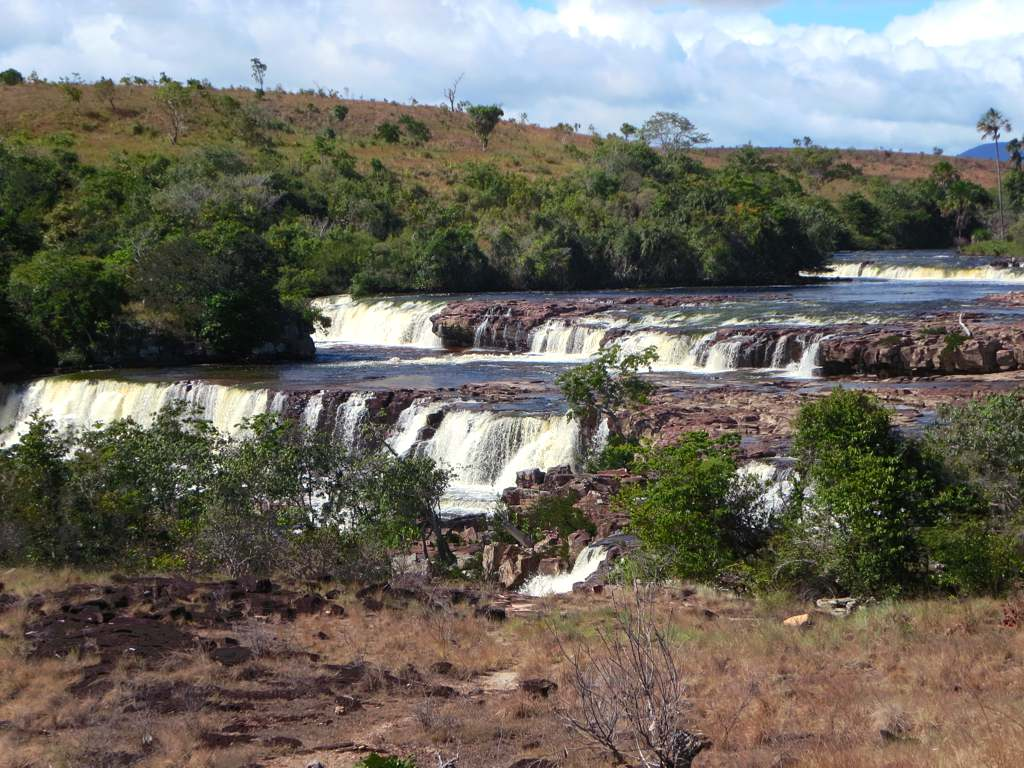
Orinduikwatervallen